# Язово
Я́зово (рос. Язово) — село у складі Тальменського району Алтайського краю, Росія. Входить до складу Шишкинської сільської ради.

## Населення
Населення — 243 особи (2010; 295 у 2002).
Національний склад (станом на 2002 рік):
- росіяни — 83 %